# Estação Carrefour Pleyel
Carrefour Pleyel é uma estação da linha 13 do Metrô de Paris, no setor de La Plaine Saint-Denis localizado na comuna de Saint-Denis, próximo à comuna de Saint-Ouen-sur-Seine, no departamento de Seine-Saint-Denis.

## História
Como parte do "plano de grandes obras contra o desemprego na região de Paris", a extensão de Porte de Saint-Ouen ao Carrefour Pleyel foi decidido e os créditos concedidos em 20 de novembro de 1940. As obras começou em fevereiro de 1941. Os canteiros progrediram rapidamente no início antes que as autoridades alemãs os retardassem para interrompê-los completamente em 1943. As obras foram em movimento lento na Libertação e depois retomaram seu curso normal com o restabelecimento gradual dos suprimentos. Em 1948, a infraestrutura foi construída e depois a estação foi equipada no início de 1950.
O pós-guerra foi um período de baixo investimento para a RATP, tanto que a estação só foi inaugurada em 1952 para constituir então o novo terminal da linha 13 até 26 de maio de 1976, data em que este ramal foi estendido à Basilique de Saint-Denis.
Seu nome vem do carrefour Pleyel, onde se cruzam historicamente duas estradas principais: a RN 14 e a route de la Révolte e, mais recentemente, rampas de acesso à autoroute A86. O fabricante de pianos e compositor austríaco Ignace Joseph Pleyel (1757-1831) fundou em Paris uma editora musical e, em 1807, sua famosa manufatura de pianos no local desta encruzilhada. A marca Pleyel ainda está ativa, mas a fabricação saiu de Saint-Denis. Para perpetuar essa história, a cidade de Saint-Denis a nomeou Place des pianos um lugar localizado nas proximidades.

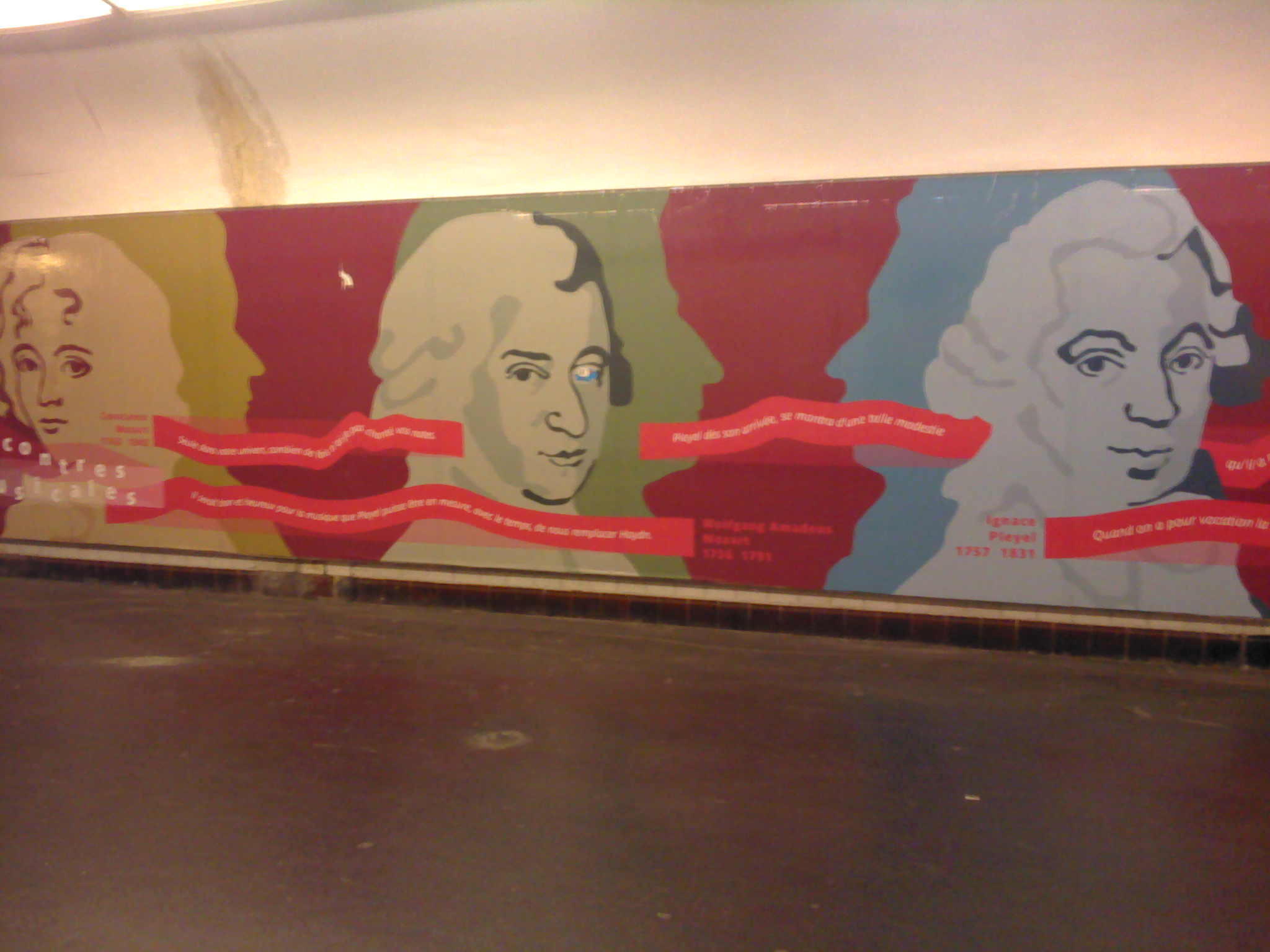
Painel de parede para o centenário do Metrô parisiense

Para o centenário do Metrô parisiense, a estação foi escolhida para ser decorada de acordo com o tema "Música". Foram instalados sistemas interativos de iluminação e distribuição de som, principalmente no subsolo da estação, antigo terminal que contava com instalações para os funcionários da RATP, atualmente não utilizadas. Mas, na sequência de reclamações dos motoristas, perturbados com a instalação, e da associação de usuários da linha 13, o trabalho interativo foi interrompido após duas semanas de funcionamento.
Em 2011, 2 754 091 passageiros entraram nesta estação. Ela viu entrar 2 829 368 passageiros em 2013, o que a coloca na 192ª posição das estações de metrô por sua frequência em 302.

## Serviços aos Passageiros

### Acessos

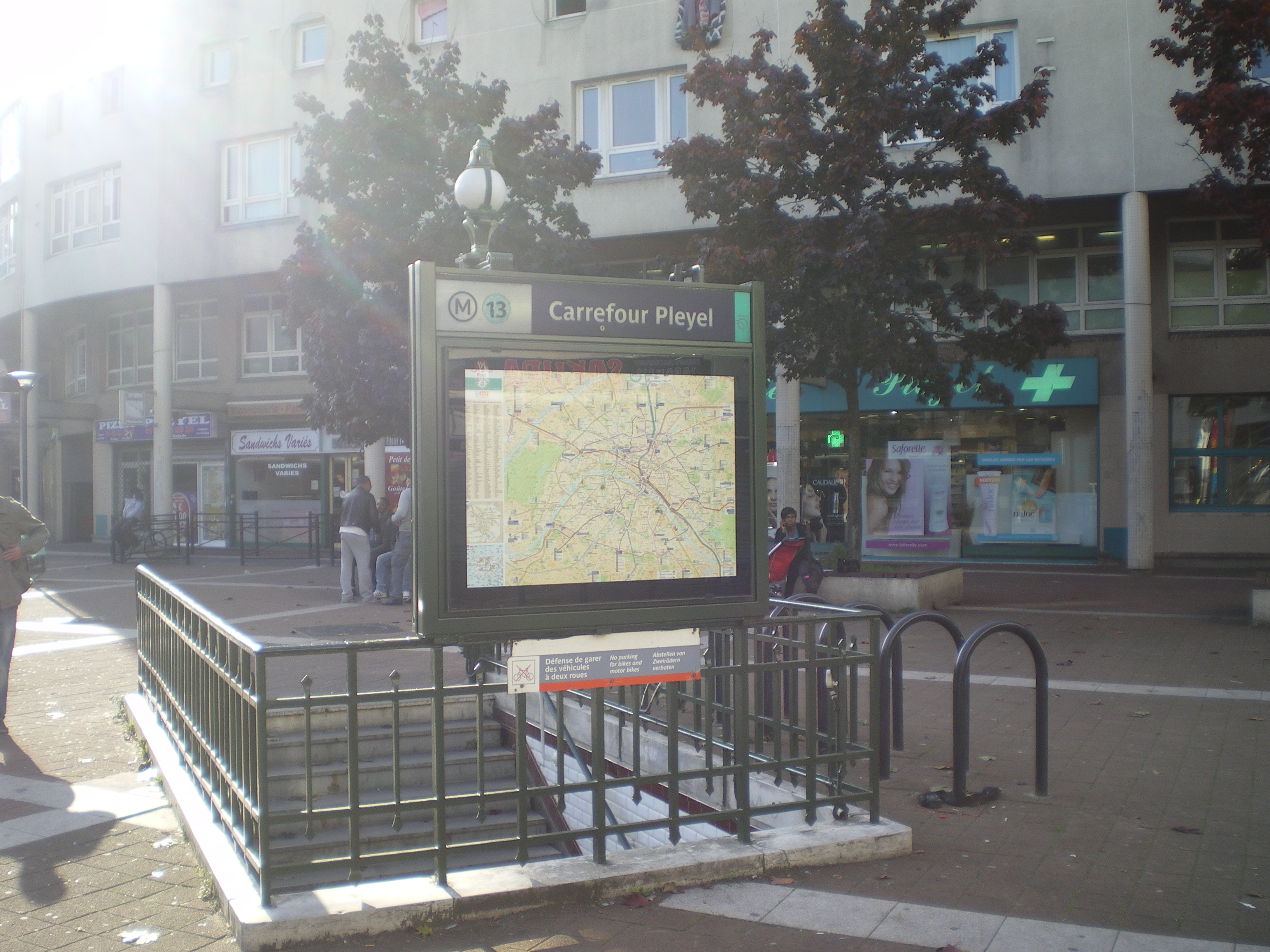
Acesso à estação Carrefour Pleyel

Diferentes entradas permitem o acesso à estação por escadas: na place des Pianos, no Cape Ampère, no boulevard Anatole France e no boulevard Ornano (lado dos números pares e ímpares).

### Plataformas
A estação possui uma plataforma lateral (servida por trens em direção a Saint-Denis) e uma plataforma central, enquadrada por duas vias servidas pelos trens em direção a Châtillon, todas sob uma abóbada semielíptica. Esta configuração particular se deve ao seu status de terminal que teve de 1952 a 1976, e depois para servir o Pátio Pleyel a partir de 1974, pátio de manutenção subterrânea para os trens da linha. Ela possui três faixas de iluminação específicas constituídas por uma ossatura tubular na qual são pendurados tubos transparentes para receber os neons. As telhas em cerâmica branca biseladas recobrem os pés-direitos, a abóbada, os tímpanos e as saídas dos corredores. As plataformas são equipadas com assentos do estilo "Motte" brancos e o nome da estação é inscrito em faiança no estilo da CMP original nos pés-direitos, e em fonte Parisine em placas esmaltadas nos painéis centrais da plataforma central. Os quadros publicitários são particulares: em faiança de cor marrom e com motivos simples, eles são encimados pela letra "M". Esses mesmos quadros estão presentes apenas em 7 outras estações do metrô parisiense.
Excepcionalmente, pode ocorrer que trens procedentes de Saint-Denis - Université terminem em Carrefour Pleyel com, neste caso, transbordo de passageiros para outro trem localizado na outra via, na mesma plataforma, para garantir a continuidade do trajeto para Paris.
Devido ao seu antigo status de estação terminal, ela possui várias vias de garagem ou de manobra, situadas em ambos os lados, nos túneis, e um dos quais dá acesso ao Pátio Pleyel.

### Intermodalidade
A estação é servida pelas linhas 139, 255 e 274 da rede de ônibus RATP e, à noite, pela linha N44 da rede Noctilien. Testemunha da separação deste bairro do centro da cidade de Saint-Denis, a estação está situada na zona 2, como as de Saint-Ouen, enquanto que as outras estações de Saint-Denis estão na zona 3.

## Pontos turísticos

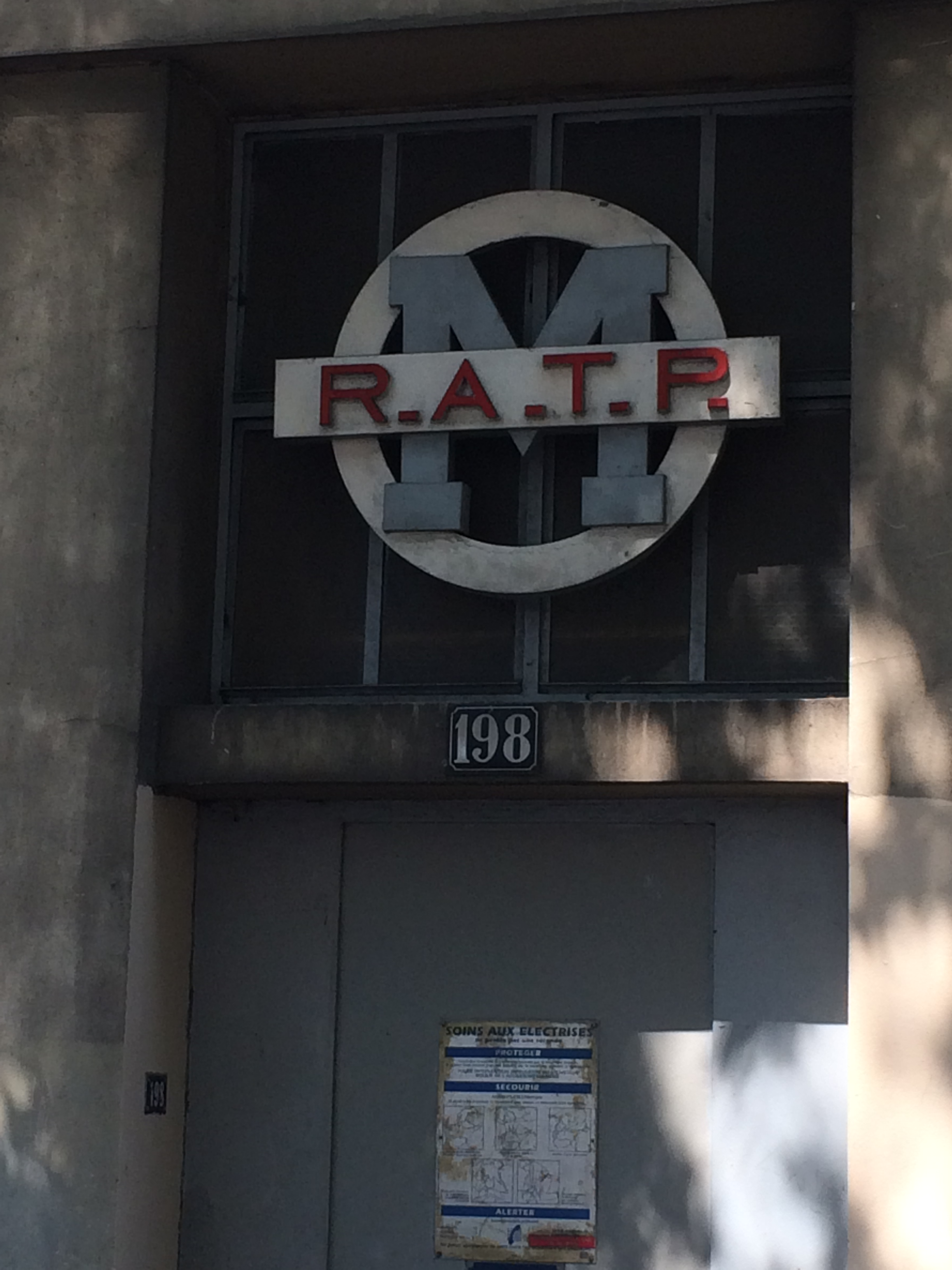
Perto da estação, um posto de retificação com um antigo logotipo da RATP

O bairro de Carrefour Pleyel inclui em particular:
- os centros de engenharia do Groupe EDF Cap Ampère, CEIDRE e o dispatching national, situados próximos à estação;
- a Tour Pleyel;
- diversos organismos do polo de saúde pública situado em La Plaine Saint-Denis, como a Agência Francesa de Segurança Sanitária dos Produtos de Saúde (anteriormente designada Agência de Medicamentos) ou o Instituto Nacional de Prevenção e Educação para a Saúde;
- a Cité du Cinéma, a cargo do diretor e produtor Luc Besson; inaugurado em 21 de setembro de 2012, esta mesma está situada na antiga usina elétrica que alimentava o metrô parisiense;
- um importante polo de empresas do setor terciário.

## Projeto de correspondência com o Grand Paris Express
No horizonte de 2024, a estação deverá ser situada perto de um polo multimodal importante, previsto pelo Grand Paris Express para a futura estação Saint-Denis Pleyel e a estação de Stade de France (RER D), que devem ser reunidos pelo Franchissement Pleyel.
A nova estação Saint-Denis Pleyel deverá, quanto a ela, se situar a oeste da linha ferroviária, na esquina das ruas Pleyel e Francisque-Poulbot. Ela será uma estação da linha 15 e o futuro terminal das linhas 14, 16 e 17.
A correspondência pode ser efetuada em superfície por um caminho para pedestres previsto no âmbito do projeto urbano realizado por Plaine Commune e pela comuna de Saint-Denis.